# Metropolitan Correctional Center (New York)

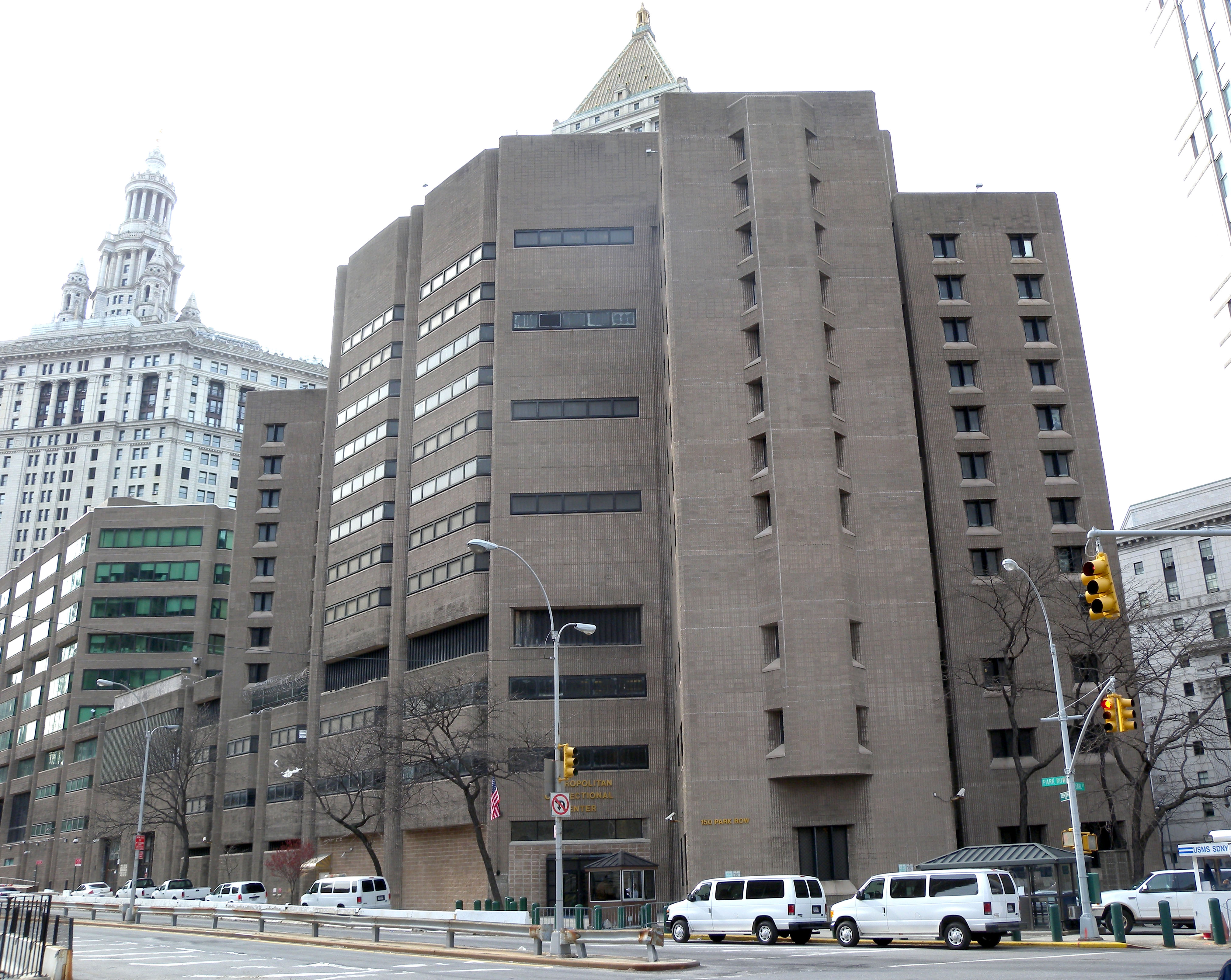
MCC New York

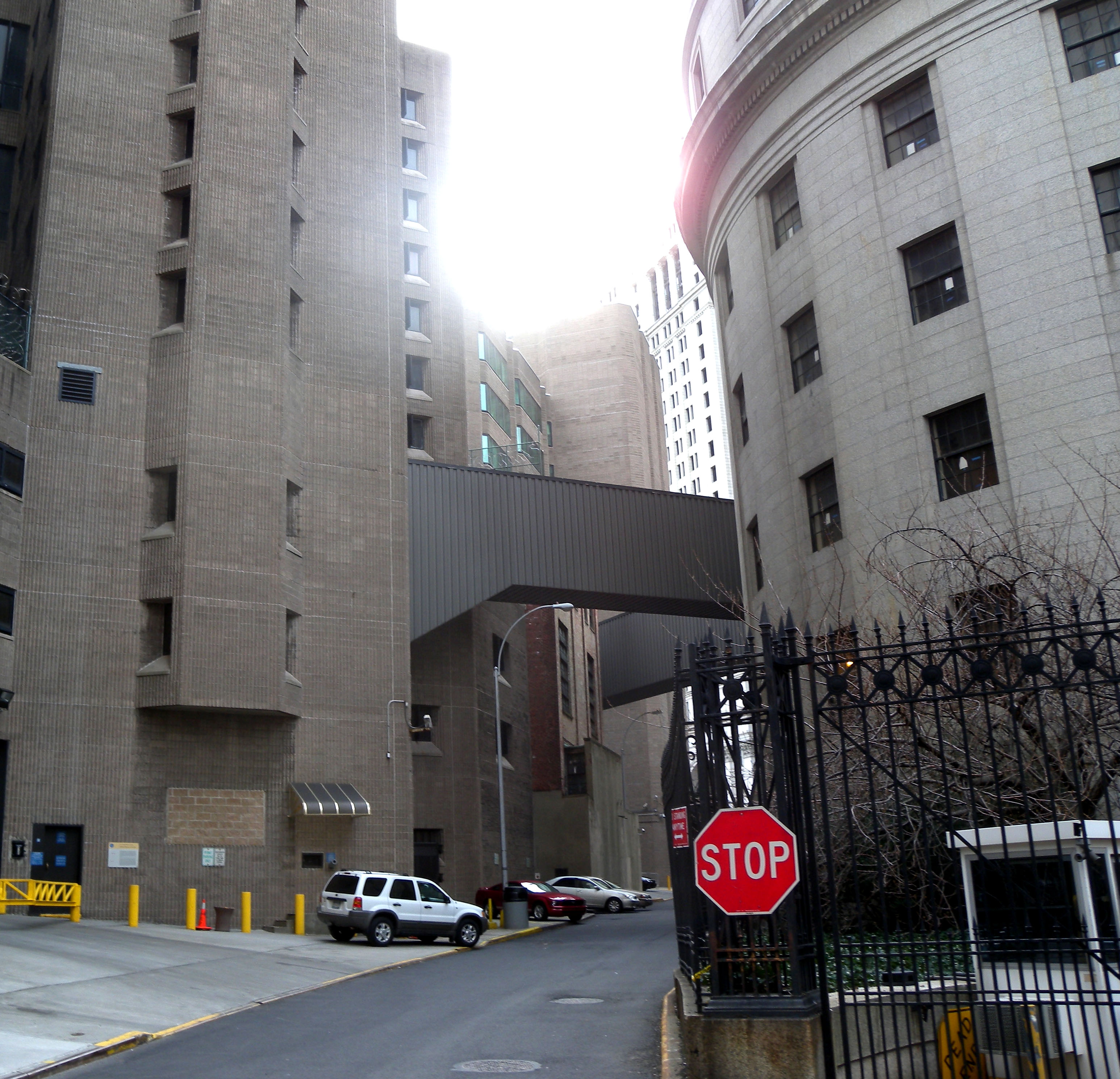
Skywalk tussen het MCC New York links en het Thurgood Marshall United States Courthouse rechts

Het Metropolitan Correctional Center New York, vaak aangeduid als het MCC New York, is een Amerikaanse federale gevangeniseenheid gelegen in Lower Manhattan in de borough Manhattan van New York. Het is een gevangenis voor mannen en vrouwen, met tien verschillende eenheden en voorzien van alle verschillende veiligheidsrisico's, met een capaciteit van 763 gevangenen. De gevangenis heeft hoge veiligheidsnormen. Het MCC New York draagt als bijnaam 'Guantanamo of New York'. Het complex valt onder het Federal Bureau of Prisons, een eenheid van het United States Department of Justice, en werd geopend in 1975.
Het detentiecentrum aan Park Row is gelegen in de wijk Civic Center, ten zuidoosten van TriBeCa. Civic Center is de locatie van New York City Hall, het stadhuis van New York, One Police Plaza, het hoofdkwartier van de NYPD en het court district, de verzameling van rechtbanken gelegen rond het pleintje Foley Square waaronder het New York County Supreme Court, het United States Court of International Trade, het New York County Criminal Court met ook het kantoor van de New York County District Attorney, het Tweed Courthouse Court en het United States District Court for the Southern District of New York, de rechtbank voor het belangrijke gerechtsdistrict van New York, zetelend in het Daniel Patrick Moynihan United States Courthouse en het Thurgood Marshall United States Courthouse. Dit laatste gerechtshof is enkel door de relatief smalle straat Cardinal Hayes Place van het MCC New York gescheiden. De straat wordt door twee volledig gesloten passerellen overbrugd wat een directe, beveiligde verbinding verzekert tussen het gerechtshof en respectievelijk het detentiecentrum en het kantoor van de United States Attorney's Office for the Southern District of New York.
Een van de tien eenheden, "10-South wing", is uitgerust als "supermax" instelling. Gevangenen spenderen daar 23 uur per dag in eenpersoonscellen met permanente verlichting en camerabewaking. In de geschiedenis van het Center was het de detentielocatie tijdens de processen van de bazen John Gotti en Jackie D'Amico van de maffiafamilie Gambino, drugsdealer Frank Lucas, fraudeur Bernard Madoff, veroordeeld voor ponzifraude, terroristen Omar Abdel Rahman en Ramzi Yousef, medeverantwoordelijk voor de bomaanslag op het World Trade Center op 26 februari 1993, en wapenhandelaar Viktor Boet. Recenter was de instelling de tijdelijke gevangenis voor Joaquín "El Chapo" Guzmán Loera en miljardair en zedendelinquent Jeffrey Epstein.

## Bekende gedetineerden
| Naam gedetineerde               | Registratienummer | Foto            | Veroordeling                                             | Details |
| ------------------------------- | ----------------- | --------------- | -------------------------------------------------------- | --- |
| Anas al-Liby                    | onbekend          |                 | In voorlopige hechtenis, overleden                       | Dader van terroristische activiteiten, waaronder de aanslagen op de Amerikaanse ambassades in Tanzania en Kenia op 7 augustus 1998. Overleed in het ziekenhuis aan kanker begin 2015 voor proces, overleden. |
| Joaquín "El Chapo" Guzmán Loera | 89914-053         | El Chapo        | Veroordeeld tot levenslang en 30 jaar                    | Leider van het Sinaloakartel, een Mexicaans drugskartel. Gevangengenomen in 2016, overgebracht naar het MCC New York in 2017 en schuldig bevonden aan moord, drugshandel en het witwassen van misdaadgeld, waarna hij in 2019 werd overgebracht naar ADX Florence. Het proces van Guzmán Loera vond niet plaats in het aangrenzend verbonden gerechtshof maar in het Federal District Court in Brooklyn. Voor dat transport moest vele dagen alle verkeer over de Brooklyn Bridge tweemaal tijdelijk onderbroken worden. |
| Sajfoello Sajpov                | 79715-054         |                 | In voorlopige hechtenis                                  | Dader van de aanslag in Manhattan op 31 oktober 2017. |
| Jeffrey Epstein                 | 76318-054         | Jeffrey Epstein | In voorlopige hechtenis, overleden                       | Zakenman, miljardair en zedendelinquent. Pleegde zelfmoord in zijn cel in het MCC New York op 10 augustus 2019. |
| Dino Bouterse                   | onbekend          |                 | Veroordeeld tot 16 jaar en drie maanden gevangenisstraf. | Cocaïnehandel |